# Władysław I Łokietek

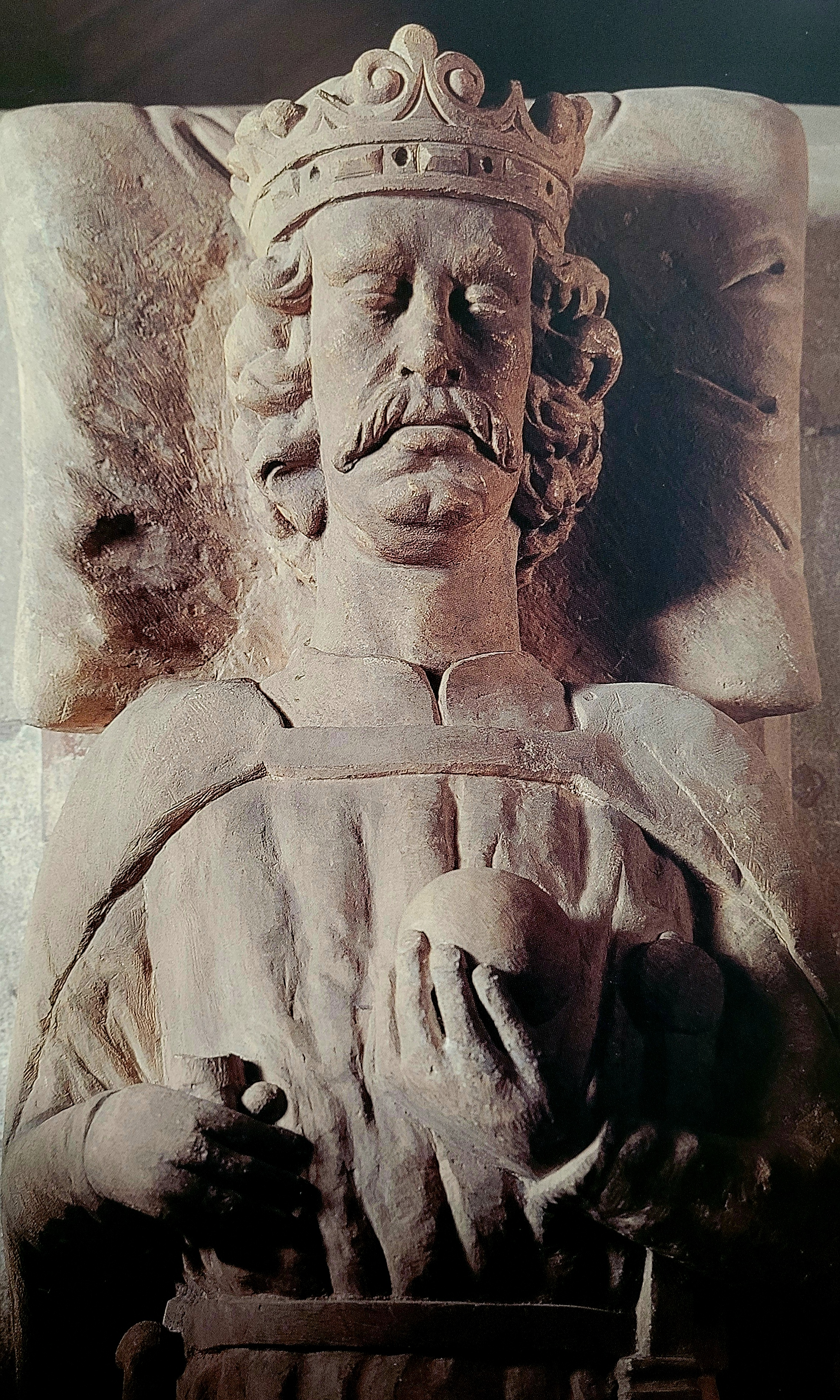
Fragment rzeźby nagrobnej Władysława Łokietka z katedry wawelskiej

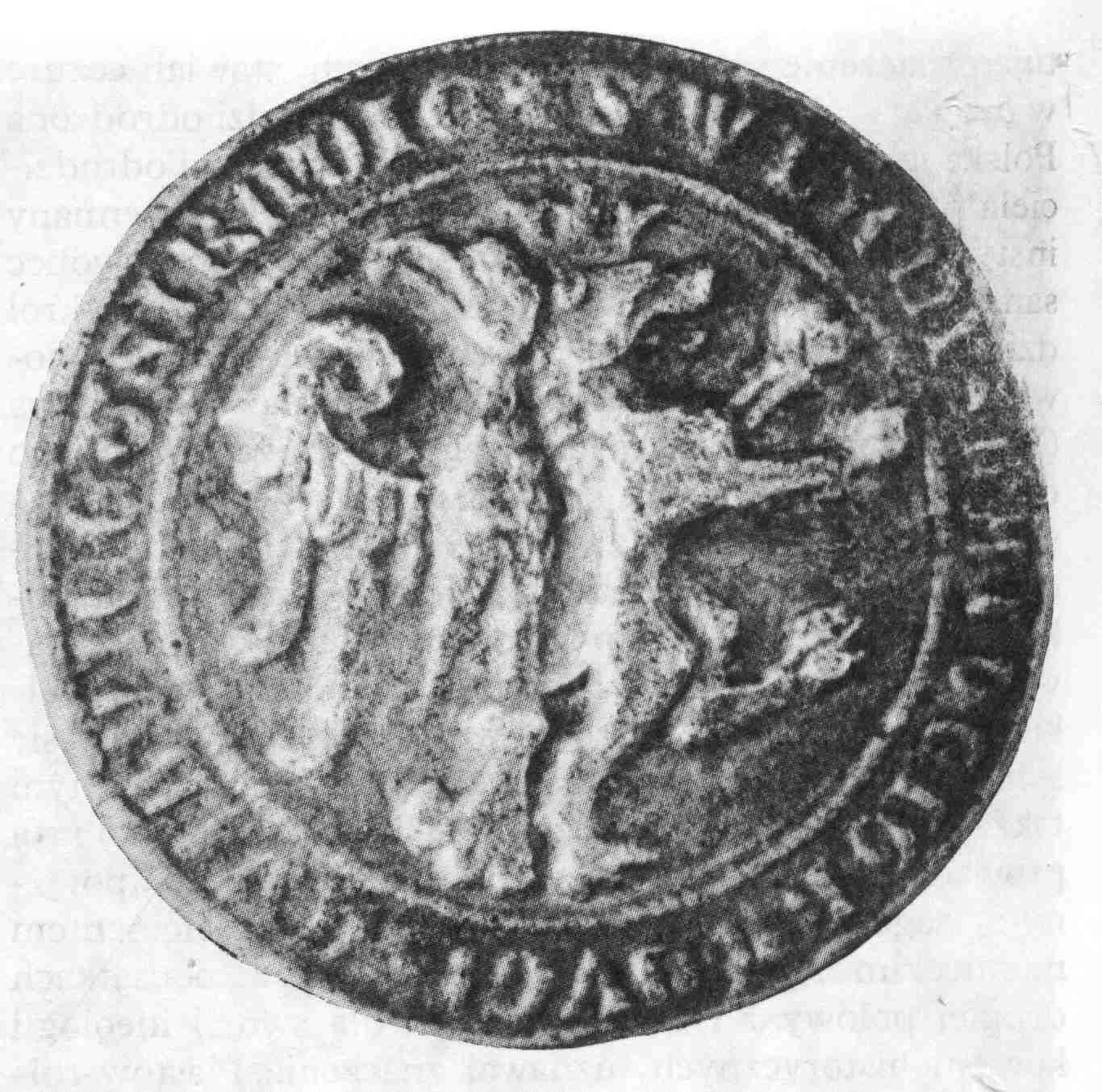
Pieczęć kujawska Władysława Łokietka

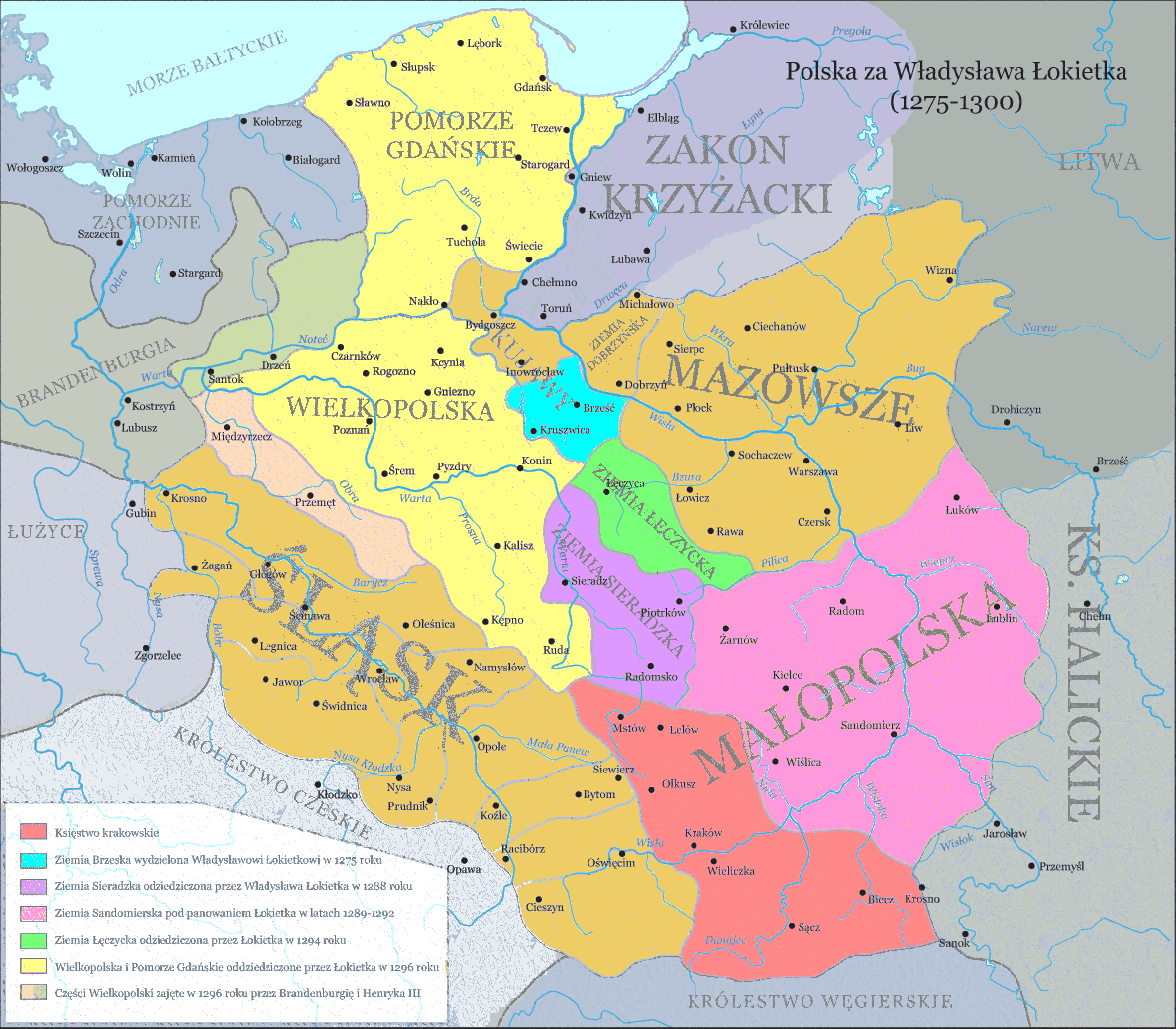
Polska za Władysława Łokietka w latach 1275–1300

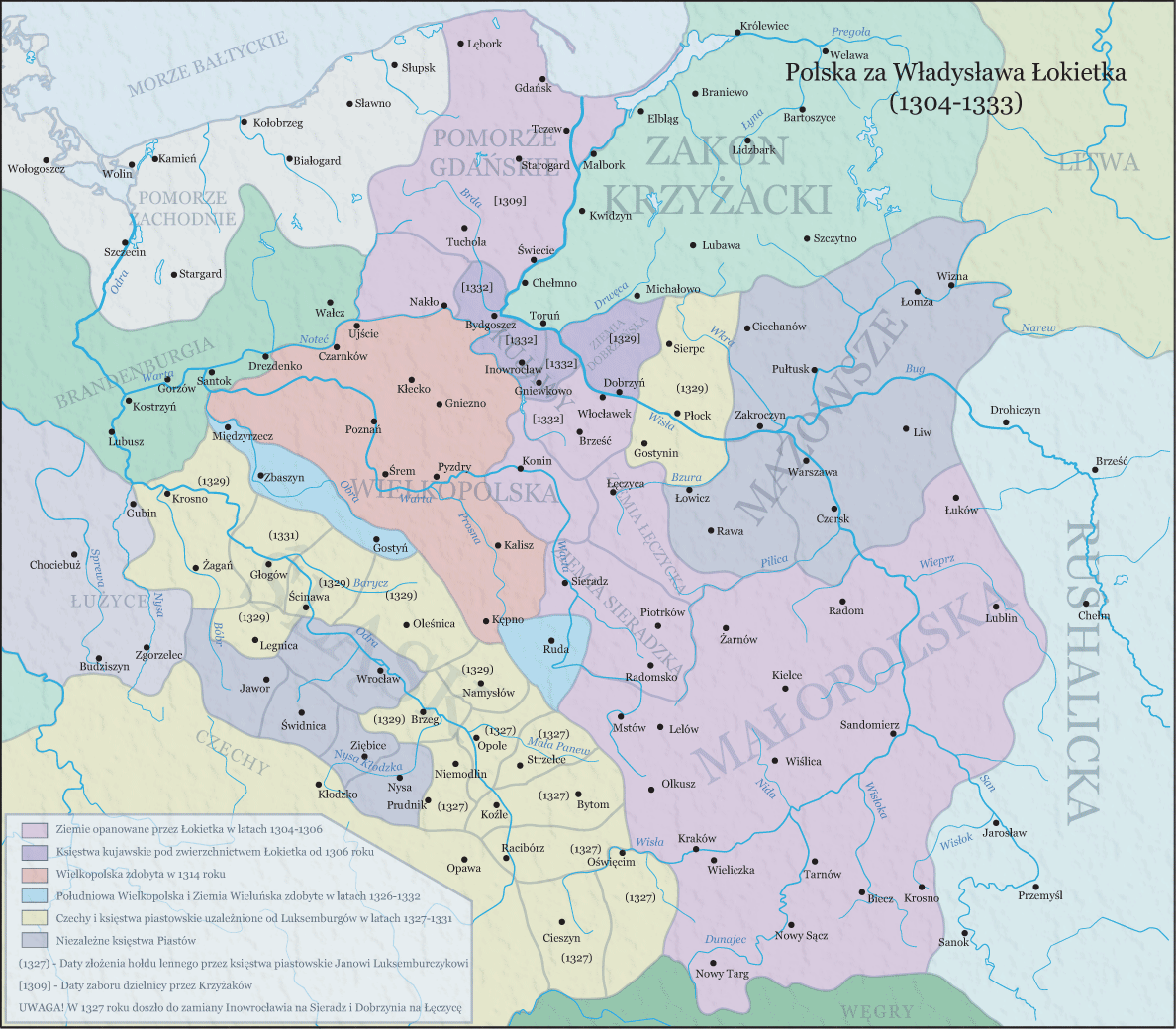
Polska za Władysława Łokietka w latach 1304–1333

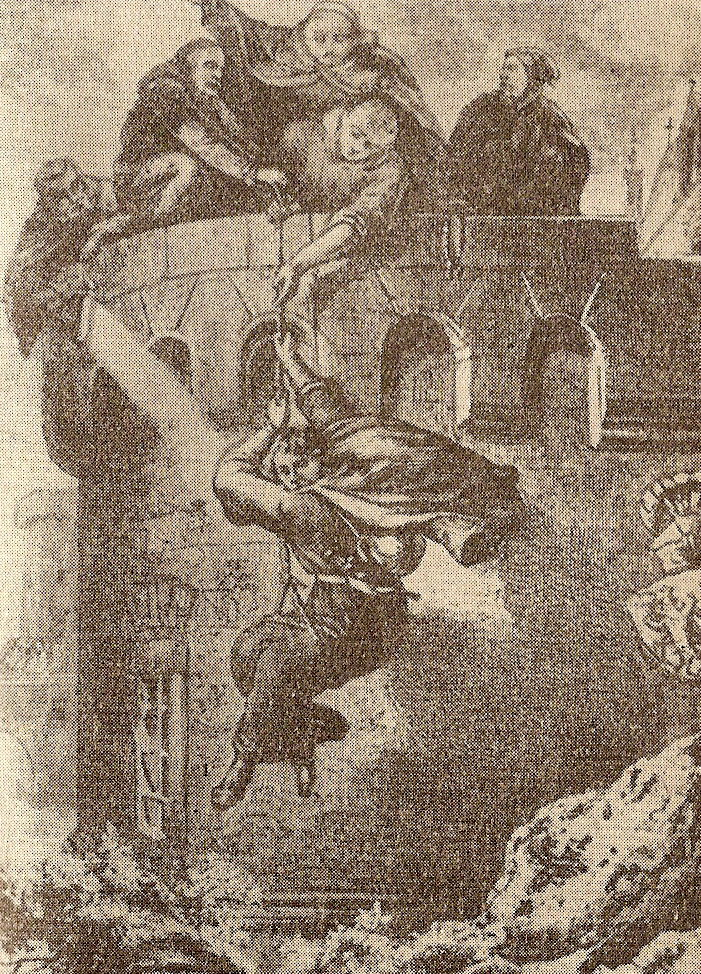
Ucieczka Łokietka z Krakowa w czasie zdobywania miasta przez Henryka Probusa

Władysław I Łokietek (ur. między 3 marca 1260 a 19 stycznia 1261 w Inowrocławiu, zm. 2 marca 1333 w Krakowie) – król Polski w latach 1320–1333, ojciec Kazimierza III Wielkiego. Do najważniejszych osiągnięć Władysława Łokietka na drodze do tronu królewskiego należało stłumienie buntów mieszczan wywołanych przez krakowskiego wójta Alberta oraz poznańskiego Przemka, a także umiejętnie prowadzona działalność dyplomatyczna. Był pierwszym władcą Polski koronowanym w Krakowie – w katedrze wawelskiej, przez arcybiskupa gnieźnieńskiego Janisława.
Zanim został królem Polski nosił szereg tytułów książęcych. W latach 1267–1275 był księciem na Kujawach Brzeskich i Dobrzyniu (pod opieką matki). Następnie sprawował udzielne rządy razem z braćmi w latach 1275–1288. Ponadto był księciem brzeskim i sieradzkim w latach 1288–1300, księciem sandomierskim w latach 1289–1292; w okresie 1292–1300 był lennikiem Wacława II, w latach 1293–1295 był regentem w księstwie dobrzyńskim, w latach 1294–1300 był księciem łęczyckim, a w latach 1296–1300 – księciem wielkopolskim i pomorskim. Przebywał na wygnaniu w latach 1300–1304, od 1304 rządził w Wiślicy, od 1305 ponownie w Sandomierzu, Sieradzu, Łęczycy i Brześciu, od 1306 w Krakowie i sprawował zwierzchnictwo nad księstwami: inowrocławskim i dobrzyńskim; w latach 1306–1308/1309 rządził na Pomorzu, od 1314 w Wielkopolsce. W 1327 zamienił Sieradz i Łęczycę na Inowrocław i Dobrzyń, w 1329 utracił ziemię dobrzyńską, w 1332 Kujawy.

## Tytulatura
Wladislaus, Dei gracia, Rex Polonie, nec non Terrarum Cracovie, Sandomirie, Lancicie, Cuyavie, Siradieque Dominus et Heres. Tłumaczenie: Władysław, z Bożej łaski król Polski, pan i dziedzic ziemi krakowskiej, sandomierskiej, łęczyckiej, Kujaw i ziemi sieradzkiej.

## Rodowód
Władysław Łokietek był trzecim pod względem starszeństwa synem Kazimierza I kujawskiego, a najstarszym z jego trzeciego małżeństwa z Eufrozyną, księżniczką opolską. Imię otrzymał po swoim wuju, bracie matki, księciu opolskim Władysławie.
| 4. Konrad I mazowiecki zm. 31 sierpnia 1247          |  |                                                         |  |  |                                          |
|                                                      |  | 2. Kazimierz I kujawski zm. 14 grudnia 1267             |  |  |                                          |
| 5. Agafia Światosławówna zm. 2 czerwca(?) po 1247    |  |                                                         |  |  |                                          |
|                                                      |  |                                                         |  |  | 1. Władysław I Łokietek zm. 2 marca 1333 |
| 6. Kazimierz I opolski zm. 13 maja w 1229 lub w 1230 |  |                                                         |  |  |                                          |
|                                                      |  | 3. Eufrozyna opolska zm. 4 listopada w latach 1292–1294 |  |  |                                          |
| 7. Wiola opolska zm. 7 września 1251                 |  |                                                         |  |  |                                          |
|                                                      |  |                                                         |  |  |                                          |

## Przydomek
Już we współczesnych źródłach występuje z przydomkiem Łokietek (w źródłach obcych w formie: Łokieć, Lokot lub Loketko). Genezę tego przydomka, jako wynikającego z niskiego wzrostu Władysława, tłumaczy jednak dopiero w XV wieku Jan Długosz. Andrzej Nowak przytacza opinię Sławomira Gawlasa, zgodnie z którą wspomniany przydomek księcia pojawił się bardzo wcześnie i nie miał nic wspólnego ze wzrostem, tylko pogardliwie opisywał wielkość i potęgę jego dziedzicznego księstwa w stosunku do przejawianych przez Łokietka ambicji politycznych. Mianownik przydomka brzmiał w czasach Łokietka Łoktek, a w dopełniaczu – Łokietka, z czasem jednak temat mianownika wyrównał się do tematu dopełniacza. Według naukowców badających grobowiec polskiego króla w 2019 roku, Władysław I miał 152–155 cm wzrostu, co w okresie średniowiecza stanowiło przeciętny wzrost.

## Życiorys

### Początki władzy książęcej
Gdy Łokietek miał 7 lat, w 1267 roku zmarł jego ojciec, w związku z czym wraz z młodszym rodzeństwem znalazł się pod opieką matki sprawującej regencję w ich imieniu na obszarach, których nie zagarnęli starsi bracia Łokietka, tj. na Kujawach Brzeskich oraz w ziemi łęczyckiej i dobrzyńskiej. Po śmierci ojca Łokietek wyjechał do Krakowa na dwór swojego bliskiego krewnego Bolesława V Wstydliwego. Samodzielne rządy nad dzielnicą objął w 1275. Początkowo władzę sprawował w tzw. niedziale, tj. wspólnie ze swoimi młodszymi braćmi Kazimierzem II i Siemowitem, by w 1287 lub 1288 w wyniku podziału zostać księciem brzeskim i objąć w 1288 po swoim bracie przyrodnim Leszku Czarnym władzę w księstwie sieradzkim.
Z okresu sprzed 1288 zachowało się niewiele śladów działalności Władysława. W 1273 brał udział w arbitrażu Bolesława Pobożnego mającym pogodzić go i jego matkę Eufrozynę z Krzyżakami. Natomiast w październiku 1277 tereny będące we władaniu młodych Kazimierzowiców zostały najechane przez Litwinów, którzy po uprowadzeniu jeńców i zagarnięciu łupów bez przeszkód powrócili na Litwę. Była to cena, jaką musieli zapłacić synowie Eufrozyny za bycie protegowanymi Bolesława Wstydliwego, będącego w tym czasie w przeciwnym obozie politycznym (proczeskim) niż książę mazowiecki Konrad II, przez którego ziemie został przepuszczony najazd litewski. Dwa lata później, w 1279, według Kodeksu hipackiego Łokietek miał być jednym z pretendentów do następstwa w Małopolsce po śmierci Bolesława Wstydliwego.
Po objęciu przez Leszka Czarnego w 1279 roku władzy w Krakowie i Sandomierzu Łokietek wraz z młodszymi braćmi uznał zwierzchnictwo tego pierwszego, co zaowocowało m.in. przyjęciem jednego herbu przez wszystkich synów Kazimierza kujawskiego: pół-lwa, pół-orła, a w późniejszych czasach występował zawsze jako sojusznik swojego starszego brata. W tym okresie, tj. w 1280 Władysław wspomógł zbrojnie sojusznika Leszka – księcia mazowieckiego Bolesława II w walce z bratem tego ostatniego, Konradem II, a wyprawa zdobyła gród Jazdów. Możliwe też, że w lutym 1284 na spotkaniu Leszka Czarnego i Przemysła II, księcia wielkopolskiego w Sieradzu omawiane było małżeństwo Władysława z siostrą stryjeczną Przemysła – Jadwigą, która w ramach posagu wniosłaby Zagople. W roku następnym, w sierpniu, Władysław był obecny, wraz z Przemysłem II i Siemomysłem kujawskim przy finalizacji reformy klasztoru sulejowskiego, tj. przy obejmowaniu przez mnichów wąchockich zabudowań klasztornych. Być może przy tej okazji doszło do ostatecznego rozwiązania kwestii Zagopla, które miało przypaść Łokietkowi. Po tym wydarzeniu Łokietek znowu pojawił się na Mazowszu, gdzie wspomagał, zapewne z ramienia Leszka Czarnego, Bolesława II w walce z Konradem II odbijając niedługo po 15 sierpnia 1286 z rąk tego ostatniego stołeczny Płock. W odwecie za te działania Konrad II ponownie przepuścił wojska litewskie, które w 1287 zdobyły Dobrzyń.

### Walka o panowanie nad Krakowem (1288–1292)
30 września 1288 zmarł książę krakowski i sieradzki Leszek Czarny, przekazując władzę w księstwie sieradzkim najstarszemu bratu przyrodniemu, Władysławowi Łokietkowi. Od tego momentu był on księciem w Brześciu i w Sieradzu. Śmierć Leszka spowodowała początek walk o panowanie w stołecznym Krakowie, w początkowej fazie których głównymi kandydatami do rządów w księstwie krakowskim byli książę mazowiecki Bolesław II oraz książę wrocławski Henryk IV Probus. Łokietek postanowił wesprzeć w tej walce tego pierwszego. Henryk IV Probus, korzystając z poparcia niemieckiego patrycjatu i części możnych, pod koniec 1288 opanował stołeczne miasto. Bolesław II z pomocą posiłków kujawskich Władysława, jego brata Kazimierza II Łęczyckiego i być może wojsk Przemysła II jednak nie rezygnował i 26 lutego 1289 zaatakował pod Siewierzem wracające na Śląsk oddziały koalicjantów Probusa: Henryka III Głogowczyka, Bolka opolskiego i Przemka ścinawskiego. Rozegrana na polach niedaleko Siewierza krwawa bitwa (zginął w niej Przemko ścinawski) zakończyła się świetnym zwycięstwem oddziałów mazowiecko-kujawskich.

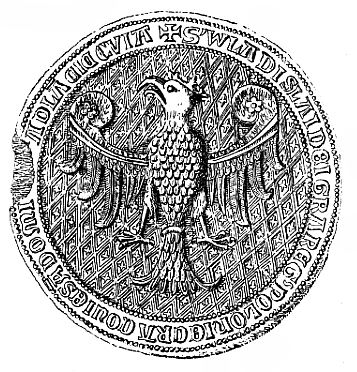
Pieczęć Władysława Łokietka po 1320 roku

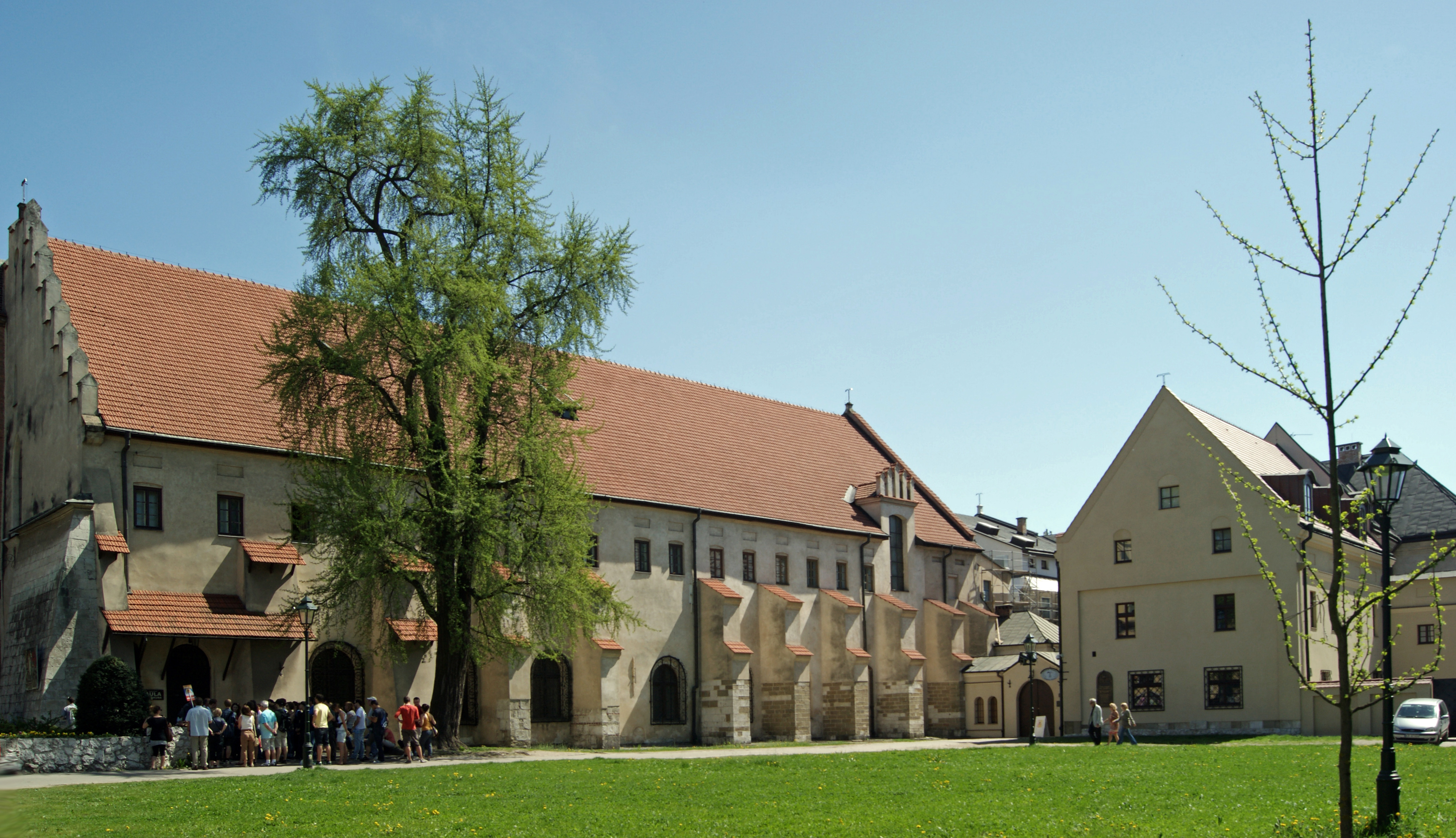
Klasztor franciszkanów w Krakowie, gdzie ukrył się Łokietek

Po bitwie pod Siewierzem z nieznanych powodów Bolesław II zrezygnował z ubiegania się o Małopolskę co spowodowało, że to Władysław Łokietek zaczął się tytułować księciem Krakowa i Sandomierza. Zajęcie stolicy Małopolski (bez Wawelu) pomimo początkowych zwycięstw w bitwach pod Skałą i Święcicami, nie było trwałe i rychło Łokietek musiał uchodzić z miasta, które zostało zdobyte przez Probusa, i z którego wydostał się tylko dzięki pomocy franciszkanów. W drugiej połowie 1289 zdołał książę kujawski umocnić swoje panowanie w księstwie sandomierskim.
Śmierć 23 czerwca 1290 księcia wrocławskiego Henryka IV Probusa i objęcie tronu krakowskiego przez Przemysła II spowodowało ugruntowanie podziału na dwa księstwa: krakowskie i sandomierskie. Nie wiadomo jak dokładnie układały się stosunki między księciem wielkopolskim a Łokietkiem, chociaż bardzo prawdopodobne jest, że były przyjazne, a tym samym spowodowało to, że podział odbył się bezkrwawo albo na podstawie oddolnej decyzji możnych albo w wyniku ugody pomiędzy tymi książętami. Niewykluczone jednak, że stosunki te mogły być, co również jest możliwe, chłodne, a może wręcz nawet wrogie. Przemysł II wprawdzie bez problemów opanował gród wawelski, lecz od początku zmagał się ze znaczną opozycją wewnętrzną (której część popierała Łokietka, a część czeskiego monarchę Wacława II) i już w połowie września 1290 opuścił Kraków udając się do Wielkopolski. Wówczas to, w celu dalszego zwiększenia swego ówczesnego znaczenia Władysław wydał swoją bratanicę Fenennę za mąż za króla węgierskiego z dynastii Arpadów, Andrzeja III, co stało się jesienią 1290.
Przemysł II zrzekł się ostatecznie władzy nad Krakowem w połowie stycznia roku następnego, tj. w 1291, a księstwo krakowskie objął w posiadanie Wacław II. Władysław w przeciwieństwie do swojego wielkopolskiego kuzyna postanowił walczyć o Małopolskę, korzystając z pomocy węgierskiej udzielonej mu przez Andrzeja III. W 1292 oddziały czeskie dzięki liczebnej przewadze i posiłkom książąt śląskich i margrabiego brandenburskiego najpierw wyparły Łokietka z Sandomierza, by we wrześniu tegoż samego roku oblec go w umocnionym Sieradzu. Wkrótce oblężenie zakończyło się sukcesem, a Władysław wraz z bratem Kazimierzem II znaleźli się w niewoli. 9 października 1292 została podpisana ugoda, na mocy której Władysław Łokietek wraz ze swoim bratem zostali zmuszeni do zrzeczenia się pretensji do Małopolski i złożenia hołdu lennego czeskiemu władcy, w zamian za co mogli pozostać przy swoich kujawskich dzierżawach.

### Współpraca z Przemysłem II (1293–1296)
Niedawne niepowodzenia i zagrożenie ze strony Wacława II skłoniły w styczniu 1293 Przemysła II i Władysława, dotychczasowych konkurentów do tronu krakowskiego, do spotkania w Kaliszu w celu wypracowania strategii likwidacji rządów czeskich. Do pogodzenia przeciwników doszło na skutek zabiegów arcybiskupa gnieźnieńskiego Jakuba Świnki (przy tej okazji arcybiskup otrzymał obietnicę dużych dochodów z żup solnych po zdobyciu Małopolski). Tajna umowa zawarta 6 stycznia 1293 zobowiązała książąt (w układzie uczestniczył również Kazimierz II łęczycki) do wzajemnego wspierania się w wysiłkach zmierzających do odzyskania Krakowa. Zawarto też wtedy zapewne układ o przeżycie, który miał gwarantować wzajemne dziedziczenie w razie odzyskania Krakowa. Przy okazji tego zjazdu doszło prawdopodobnie do zawarcia małżeństwa Władysława Łokietka z córką Bolesława Pobożnego, stryja Przemysła II, Jadwigą.
Plany zatwierdzone w Kaliszu, trzeba było zrewidować już w 1294, kiedy w walce z Litwinami zginął książę łęczycki Kazimierz II, a jego księstwo zostało połączone z dzierżawami Łokietka.
26 czerwca 1295 sprzymierzeniec księcia kujawskiego Przemysł II koronował się za zgodą papieża na króla Polski. Nie znamy reakcji na ten fakt Władysława Łokietka. Z koronacji nowo kreowany król cieszył się jednak tylko siedem miesięcy, gdyż już 8 lutego 1296 Przemysł II został zamordowany z inspiracji margrabiów brandenburskich.

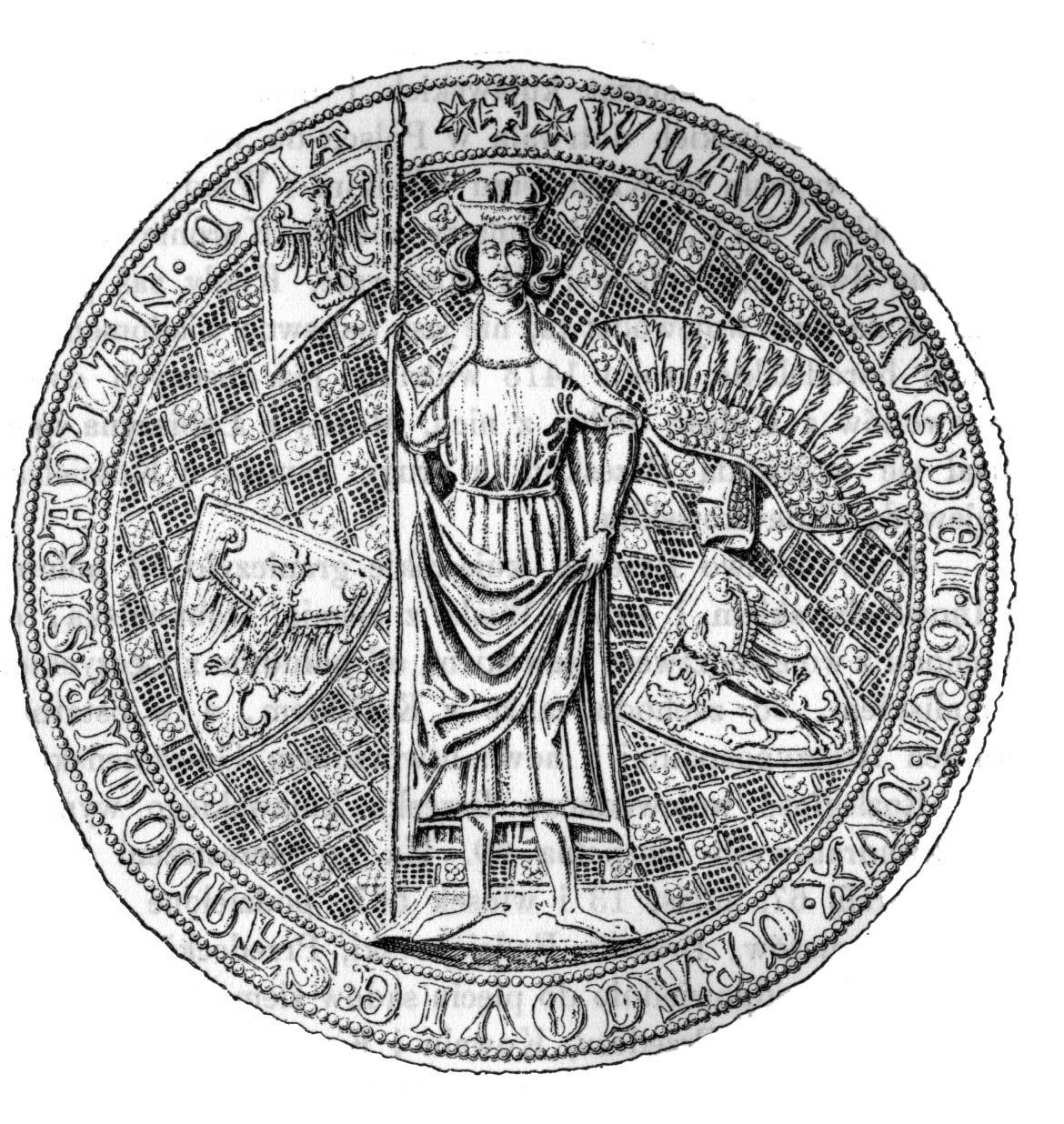
Pieczęć książęca Władysława Łokietka

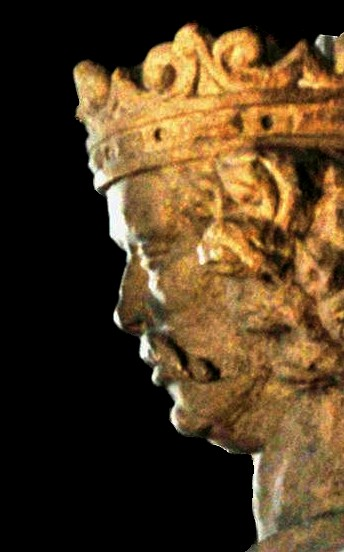
Rzeźba Władysława Łokietka z tumby nagrobnej w katedrze wawelskiej

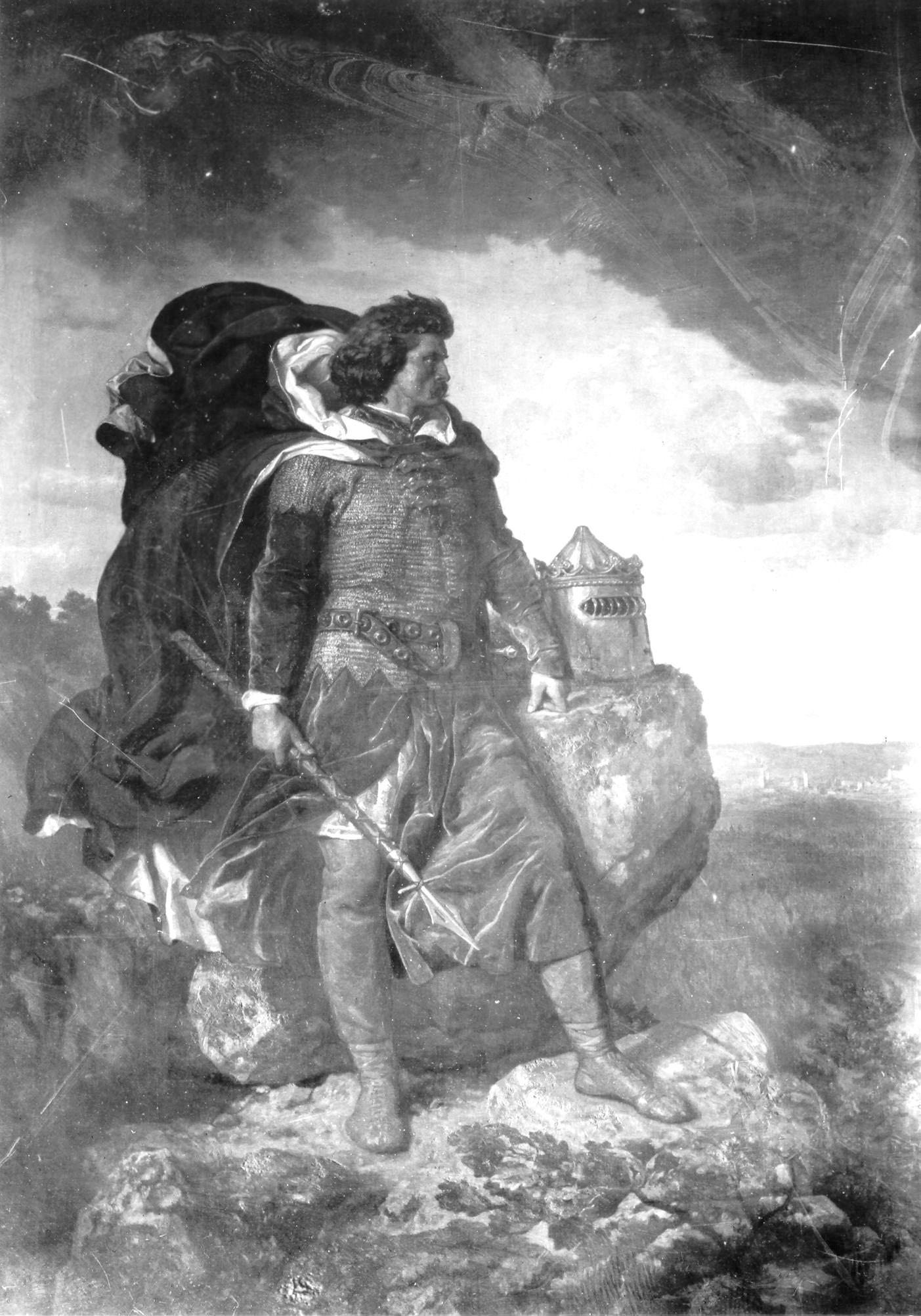
Władysław Łokietek na skałach w Ojcowie, obraz Wojciecha Gersona

### Objęcie rządów w Wielkopolsce i na Pomorzu
W myśl paktu czterech książąt ziemie po Przemysławie II miały przejść w posiadanie jego brata ciotecznego Henryka, księcia głogowskiego. Przeciwni jednak takiemu rozwiązaniu byli panowie wielkopolscy i pomorscy. Po pogrzebie księcia Przemysława odbyli naradę, na której do objęcia rządów w obu dzielnicach wezwali Władysława Łokietka, uznając, że to oni mają największe prawo decydowania o wyborze nowego władcy, a nie układy poprzedniego monarchy. Podstawą prawną na jakiej możnowładcy oparli decyzję o sukcesji Władysława Łokietka po Przemysławie II było małżeństwo z Jadwigą, bliską krewną zamordowanego króla. Władysław Łokietek jako małżonek Jadwigi, córki Bolesława, księcia kaliskiego mógł wysuwać swoje roszczenia tylko do księstwa kaliskiego z tego powodu, że Bolesław obiecał mu dać ziemie w Wielkopolsce lub 120 grzywien tytułem posagu. Do ziemi pomorskiej nie miał żadnych dziedzicznych praw.
Do Wielkopolski wtargnęły wojska Henryka III Głogowczyka. Prawdopodobnie do wojny nie doszło, gdyż Władysław Łokietek, chociaż otrzymał władzę z rąk panów wielkopolskich, cały czas uznawał prawa księcia głogowskiego do tych ziem. Do układu doszło dnia 10 marca 1296 w Krzywiniu, gdzie Władysław zgodził się oddać Głogowczykowi część Wielkopolski na zachód i południe od granicy biegnącej rzeką Obrą od jej źródeł po ujście do Warty, dalej Wartą do Noteci oraz ustanowić swoim następcą w całej Wielkopolsce w wypadku swojej bezpotomnej śmierci (w chwili podpisywania układu nie posiadał Łokietek synów), najstarszego syna Henryka III – Henryka IV Wiernego, którego książę kujawski przy tej okazji usynowił. Henryk IV Wierny bez względu na narodziny męskich potomków Władysława miał w chwili osiągnięcia pełnoletniości otrzymać z jego rąk księstwo poznańskie.
Dzielący Wielkopolskę układ w Krzywiniu nie załatwił wszystkich spornych spraw, zwłaszcza wobec faktu, że wkrótce na świat przyszli męscy dziedzice Łokietka. Rządy Łokietka w jego części Wielkopolski nie były udane, ponieważ rozpanoszyli się w niej bandyci i rosła w siłę opozycja wewnętrzna, na której czele stanął biskup poznański Andrzej Zaremba (istnieją podejrzenia, przez część historyków negowane, że Andrzej rzucił nawet na Łokietka klątwę kościelną). Także arcybiskup Jakub Świnka widząc, że książę kujawski ma problemy ze sprawnym rządzeniem, coraz bardziej oddalał się od swojego wcześniejszego protegowanego. W 1298 pomiędzy opozycją wielkopolską a Henrykiem III Głogowczykiem doszło w Kościanie do zawarcia porozumienia, na mocy którego, w zamian za urzędy w przyszłym odnowionym królestwie opozycja zdecydowała się poprzeć jego kandydaturę na tron Wielkopolski.

### Ucieczka z kraju. Podróż do Rzymu
Zagrożenie dla władzy Władysława przyszło jednak z innej strony. Otóż ostatecznie z księciem kujawskim postanowił rozprawić się król czeski (od 1297) Wacław II. W 1299 w Klęce doszło do zawarcia umowy, na mocy której Władysław Łokietek zobowiązał się złożyć ponownie hołd lenny, w zamian za co miał otrzymać 400 grzywien oraz ośmioletnie dochody z kopalń w Olkuszu. Warunków umowy klęckiej Łokietek nie dotrzymał, wobec czego Wacław II zorganizował w połowie 1300 roku wyprawę zbrojną, w wyniku której książę musiał ratować się ucieczką z kraju.
Nie wiadomo, gdzie Władysław Łokietek dokładnie przebywał w latach 1300–1304. Według tradycji miał udać się do Rzymu, gdzie brał udział w obchodach wielkiego jubileuszu roku 1300 zorganizowanego przez papieża Bonifacego VIII. Prawdopodobnym miejscem pobytu jest również Ruś Halicka i Węgry (w tym przypadku najpewniej Słowacja, gdzie swoje rozległe dziedziny posiadali możnowładcy węgierscy występujący przeciwko synowi Wacława II – Wacławowi III), z którymi to możnowładcami Władysław zachowywał sojusznicze relacje. W tym czasie małżonka Łokietka Jadwiga wraz z dziećmi przebywała w kujawskim Radziejowie w przebraniu zwykłej mieszczki.

### Odzyskanie Małopolski, Kujaw i Pomorza Gdańskiego
Do kraju Łokietek powrócił w 1304, osiadł w Sandomierzu, dzięki pomocy węgierskiego magnata Amadeja Aby. Jeszcze w tym samym roku udało mu się opanować grody w Wiślicy i Lelowie. Sukces niezłomnego księcia z pewnością okazałby się krótkotrwały, gdyby nie splot sprzyjających okoliczności. 21 czerwca 1305 niespodziewanie zmarł król czeski i polski Wacław II, przekazując swoje dziedzictwo jedynemu synowi Wacławowi III. Zaistniałą sytuację wykorzystał doskonale Władysław Łokietek, opanowując do końca roku księstwo sandomierskie, sieradzko-łęczyckie i Kujawy Brzeskie. Upadające rządy czeskie próbował ratować Wacław III, organizując wyprawę przeciwko Władysławowi. Także tym razem Łokietkowi sprzyjało szczęście – 4 sierpnia 1306 Wacław III zginął zamordowany skrytobójczo w Ołomuńcu na Morawach, a Czechy pozbawione monarchy znalazły się w wirze wojny domowej.
Śmierć ostatniego Przemyślidy na tronie czeskim sprawiła, że w Krakowie odbył się wiec rycerstwa, który zaowocował oficjalnym zaproszeniem Łokietka do objęcia władzy. Uroczysty wjazd do stolicy Małopolski nastąpił 1 września 1306 i został połączony z wydaniem przywileju dla miasta oraz dla dotychczasowego czołowego zwolennika rządów czeskich biskupa krakowskiego Jana Muskaty.
Kolejnym celem Łokietka było dziedzictwo po Przemyśle II – Wielkopolska i Pomorze Gdańskie. Akcja zjednoczeniowa napotkała jednak spore trudności. W Wielkopolsce udało się zająć wyłącznie graniczące z Kujawami miejscowości z Koninem, Kołem i Nakłem na czele, gdyż resztę dzielnicy zajął dawny wróg Łokietka Henryk III Głogowczyk (z wyjątkiem ziemi wieluńskiej zajętej przez księcia opolskiego Bolka I). Pomorze, choć w wyniku wyprawy pod koniec 1306 zostało podporządkowane władzy Łokietka, było odległym terytorium z konieczności rządzonym przez namiestników. Do roli tej wyznaczono w rejonie Gdańska możny ród Święców, zaś w Tczewie i Świeciu bratanków Łokietka – Przemysła i Kazimierza III.

### Walki o Pomorze Gdańskie z Brandenburgią i Zakonem Krzyżackim
Niedługo po śmierci Wacława III margrabiowie brandenburscy postanowili wykorzystać nadarzającą się okazję i zajęli na Pomorzu ziemię sławieńską. Natomiast w grudniu 1306 r. Władysław Łokietek objął w posiadanie Pomorze Gdańskie, przyjmując w Byszewie na Kujawach hołd przedstawicieli społeczeństwa pomorskiego. Łokietek nie ufał już pomorskiemu rodowi Święców, więc, pomimo pozostawienia seniora rodu na stanowisku wojewody, odebrał Piotrowi Święcowi urzędy starostów, oddając je książętom kujawskim – Przemysł objął starostwo w Świeciu, a Kazimierz w Tczewie i Gdańsku. Przeciwko Piotrowi Święcowi wystąpił też biskup kujawski Gerward, żądając sądownie zwrotu ukradzionych przez niego dochodów biskupich w czasach gdy Piotr był starostą czeskim. Piotr przegrał proces przed sądem polubownym, który nakazał mu zwrot biskupowi ogromnej kwoty 2 tys. grzywien. Pomimo częściowego poręczenia przez Łokietka, Święcowie nie byli w stanie wypłacić takiej kwoty w związku z tym w konsekwencji wypowiedzieli posłuszeństwo Łokietkowi i 17 lipca 1307 wydali dokument poddania się margrabiemu brandenburskiemu Waldemarowi i przyjęli od niego w lenno ziemie: darłowską, polanowską, sławieńską, Tucholę i Nowe, a w dożywocie otrzymali ziemię słupską. W sierpniu Waldemar zaatakował Pomorze Gdańskie. Opór najeźdźcom stawił sędzia pomorski z ramienia Łokietka – Bogusza, który obwarował się w grodzie w Gdańsku. Szybko stało się jednak jasne, że własnymi siłami nie jest w stanie poradzić sobie z agresorami. Za radą niemieckiego przeora zakonu dominikanów w Gdańsku Łokietek postanowił sprowadzić na pomoc zakon krzyżacki. Rycerze zakonni pod dowództwem komtura chełmińskiego Guntera von Schwarzburga z powodzeniem wyparli z Gdańska brandenburczyków i następnie ruszyli na Tczew. Mistrz krajowy pruski nie posłuchał namiestnika Łokietka, rezydującego w Tczewie księcia Kazimierza, i bez walki zajął miasto. Następnie Krzyżacy zajęli Nowe i na tym w 1308 zakończyli kampanię. W rękach Władysława Łokietka pozostała jedynie ziemia świecka. W kwietniu 1309 w Grabiu na Kujawach doszło do spotkania Władysława Łokietka z mistrzem pruskim krajowym w sprawie zajęcia Pomorza Gdańskiego gdzie Zakon wystawił księciu absurdalny rachunek za odsiecz Gdańska, a następnie zaproponował wykup tej dzielnicy. Jedna i druga propozycja została przez Władysława odrzucona. W konsekwencji w lipcu 1309 Krzyżacy przystąpili do oblężenia Świecia. Załoga poddała miasto dopiero we wrześniu. W celu uprawomocnienia swojego postępowania Krzyżacy wykupili we wrześniu wątpliwe zresztą prawa do dzielnicy od Brandenburczyków. Zabór Pomorza umożliwił wielkiemu mistrzowi ostateczne przeniesienie stolicy z Wenecji do Malborka.

### Zdławienie opozycji w Małopolsce
Powodem, dla którego Władysław Łokietek nie mógł zaangażować się bezpośrednio w sprawy pomorskie, była nieustabilizowana sytuacja w Małopolsce. Źródłem niepokojów był dawny stronnik Wacławów czeskich, biskup krakowski Jan Muskata, który wnet po odzyskaniu tronu krakowskiego przez Łokietka zaczął wichrzyć przeciwko niemu, próbując nawiązać kontakty z jego wrogami: książętami opolskim Bolkiem I i głogowskim Henrykiem III. Na pomoc księciu krakowskiemu przyszedł arcybiskup gnieźnieński Jakub Świnka, który 14 czerwca 1308 wyklął Jana Muskatę i skazał na pozbawienie biskupstwa za nadużycia. Łokietek pomimo że został wyklęty przez biskupa Muskatę, rozkazał go aresztować i uwięzić (w więzieniu przebywał pół roku), a następnie zmusił do opuszczenia księstwa. Jan Muskata powrócił do Krakowa dopiero w 1317, po zdjęciu klątwy z siebie i z Władysława Łokietka.
W 1311 nastąpił kolejny kryzys. Tym razem niebezpieczeństwo utraty władzy zagroziło ze strony Krakowa, gdzie miejscowy niemiecki patrycjat wypowiedział księciu posłuszeństwo i poparł Jana Luksemburskiego. Powodem były nadmierne – ich zdaniem – obciążenia podatkowe spowodowane polityką jednoczenia ziem polskich oraz kryzys spowodowany problemami ekonomicznymi związanymi z utratą Pomorza. Na czele buntu stanął wójt krakowski Albert, który do miasta wezwał księcia opolskiego Bolesława. Buntownikom z powodzeniem udało się opanować miasto i uzyskać poparcie kilku innych miast małopolskich, Wawel jednak został obroniony przez wojska wierne Łokietkowi, co postawiło szanse rebelii pod znakiem zapytania. Niewiele zmieniło sytuację przybycie w kwietniu 1312 księcia opolskiego. Historycy spierają się, czy Bolko I zjawił się we własnym imieniu, czy jako namiestnik nowego króla czeskiego, używającego również tytułu króla Polski – Jana Luksemburczyka, który jednak nie mógł poprzeć buntu militarnie na skutek buntu na Morawach. Próby zdobycia Wawelu nie powiodły się, a wzmocniony posiłkami węgierskimi Władysław Łokietek opanował także zbuntowany Sandomierz, a następnie zmusił Bolka opolskiego w czerwcu 1312 do opuszczenia Krakowa. Wracając do Opola, książę śląski porwał przywódcę buntowników, wójta Alberta, którego z nieznanych przyczyn uwięził (być może w celu odzyskania poprzez okup kosztów, jakie poniósł w związku z wyprawą na Kraków). Uśmierzywszy bunt, Władysław Łokietek przystąpił do ukarania buntowników. Kary były surowe, część rajców została powieszona i skonfiskowano ich majątki, również samo miasto Kraków za karę straciło część przywilejów (m.in. dziedziczne wójtostwo). Wkrótce po buncie wprowadzono do ksiąg miejskich zamiast niemieckiego łacinę.

### Opanowanie Wielkopolski
W dniu 9 grudnia 1309 zmarł uważający się za sukcesora króla Przemysła II główny konkurent Łokietka książę głogowski i wielkopolski Henryk III Głogowczyk, zostawiając swoją dzielnicę do podziału między pięciu synów. Henryk, Jan i Przemko otrzymali Poznań, z kolei Bolesław i Konrad – otrzymali Kalisz i Gniezno. Podział ten miał wytworzyć nową organizację terytorialną opartą na miastach, zamiast wcześniejszego podziału kasztelańskiego. Zagroziło to miejscowej elicie urzędniczej, w związku z czym możnowładztwo i rycerstwo podniosły w 1314 roku bunt przeciwko synom Głogowczyka. Wydarzenia zaskoczyły książąt głogowskich na tyle, że nie zdołali skutecznie powstrzymać rebelii, zaś wysłane oddziały pod dowództwem Janusza z Bibersteinu doznały klęski w bitwie pod Kłeckiem. Miejscowe rycerstwo zdobyło także dążący do samodzielnej pozycji politycznej Poznań, broniony przez wójta Przemka i mieszczan. Wielkopolskie rycerstwo, wiedząc o zdławieniu buntu wójta Alberta w Krakowie, dostrzegało w Łokietku obrońcę swych interesów ekonomicznych i politycznych. Konsekwencją było oddanie władzy Łokietkowi, który wkroczył do Poznania w sierpniu 1314 roku. Po wypadkach poznańskich ponownie zaczął się on tytułować księciem Królestwa Polskiego.
W rękach Głogowczyków, zmuszonych do pogodzenia się ze stratą Wielkopolski, pozostała tylko część terytoriów położonych nad rzeką Obrą i Notecią.
Odzyskanie Wielkopolski umożliwiło Władysławowi uaktywnienie szerszej międzynarodowej polityki. W 1315 r. Polska zawarła z monarchiami skandynawskimi – Danią, Szwecją i Norwegią, oraz Meklemburgią i Pomorzem przymierze skierowane przeciwko Brandenburgii.
Wojna wybuchła rok później – nie przyniosła jednak sukcesu, a tylko zniszczenie pogranicznych terytoriów.

### Koronacja na króla Polski

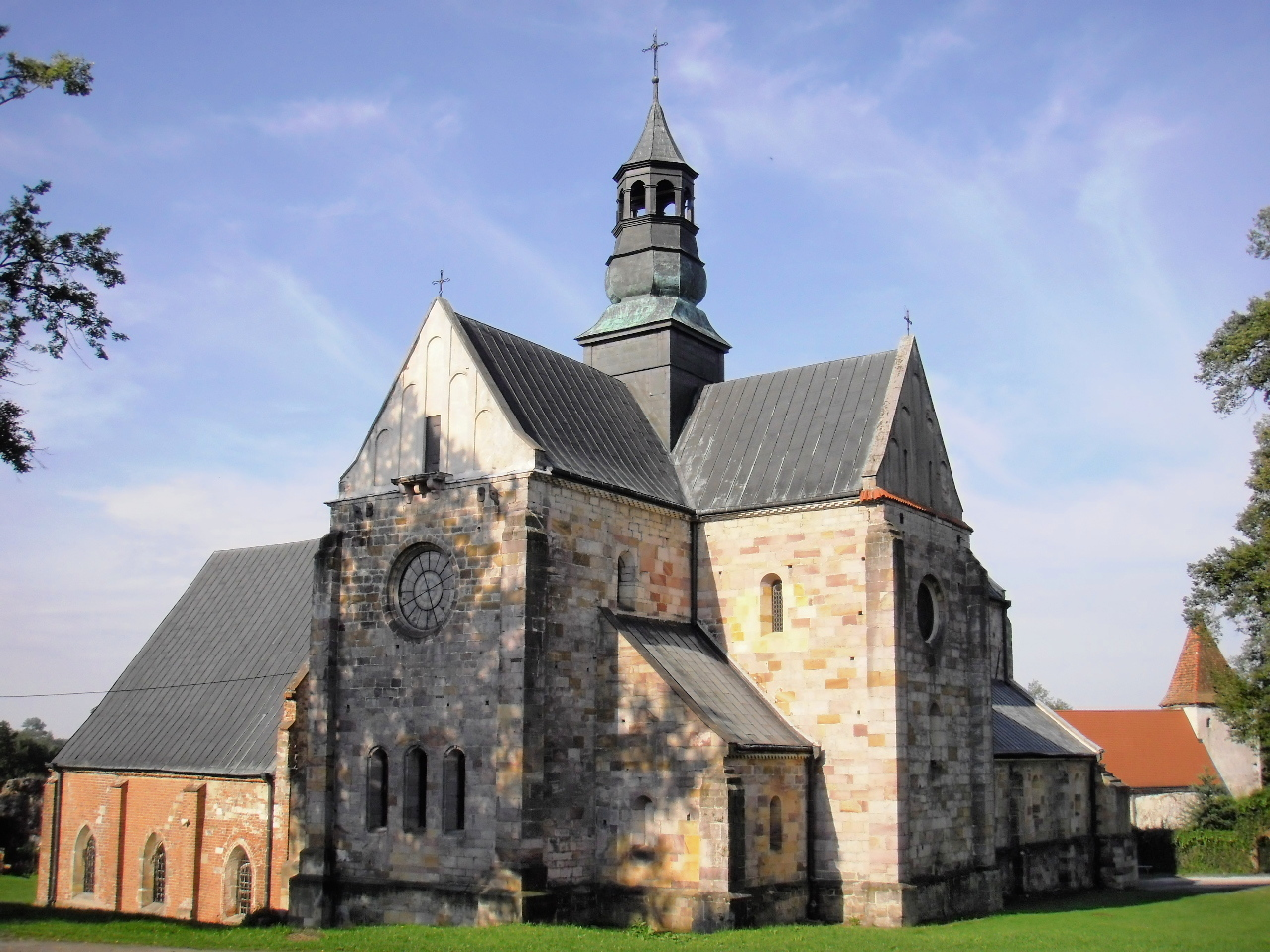
Opactwo w Sulejowie, w którym odbył się wiec rycerstwa, na którym zdecydowano o wysłaniu do papieża prośby o koronację Łokietka

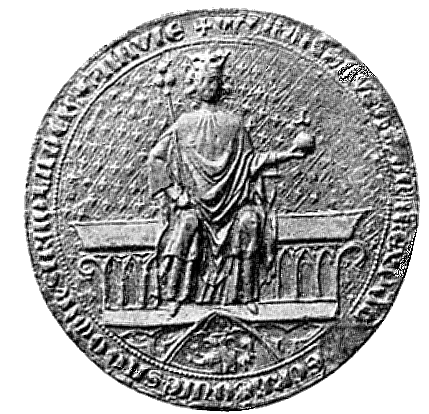
Pieczęć majestatyczna Władysława Łokietka z 1320

W tym czasie Władysław Łokietek rozpoczął też starania o zgodę papieską na koronację królewską. Politykę księcia krakowskiego w tej mierze aktywnie wspierał również kościół polski z arcybiskupem Borzysławem (następcą zmarłego w 1314 Jakuba Świnki) i biskupem włocławskim Gerwardem na czele. W 1317 roku arcybiskup Borzysław uzyskał w Awinionie zgodę na to by mógł zdjąć klątwę z Łokietka oraz decyzję łagodzącą spór z biskupem Janem Muskatą. O sprawie koronacji zadecydowano ostatecznie podczas dwóch wieców możnych i rycerstwa zorganizowanych w dniach 20–23 czerwca 1318 w Sulejowie, gdzie przygotowano specjalną suplikę z prośbą do papieża oraz 29 czerwca w Pyzdrach. Do Awinionu z dokumentami wysłano biskupa włocławskiego Gerwarda z Ostrowa oraz kanoników Nankera, Jana Grotowica i Franciszka. O pomyślnym załatwieniu zadecydowała z pewnością sprawa zamiany sposobu naliczania świętopietrza na korzystniejszy dla papiestwa. Zgoda została wydana przez papieża Jana XXII 20 sierpnia 1319 (choć nie wprost z uwagi na sprzeciw Luksemburgów). Papież zalecił, by czynić tak, aby swoje prawa zachować i cudzych nie naruszyć, i uznał, że luksemburskie roszczenia (pomimo ich wątłych podstaw prawnych) odnoszą się do wielkopolskiego terytorium, które obejmowało królestwo Przemysła II. Pośrednio uznał prawa Łokietka, uznając, że koronacja w Krakowie nie naruszy praw Jana Luksemburskiego. 20 stycznia 1320 w katedrze wawelskiej arcybiskup gnieźnieński Janisław koronował Władysława Łokietka na króla Polski. Insygnia królewskie wykonano na nowo, ponieważ te, z których korzystali Przemysł II i Wacław II, zostały wywiezione do Czech i prawdopodobnie nigdy stamtąd nie powróciły. Miejsce koronacji, Kraków zamiast Gniezna, wybrane zostało najprawdopodobniej w wyniku nacisków ze strony kurii papieskiej, pragnącej uniknięcia konfliktu z Janem Luksemburskim, który również rościł sobie prawa do korony. Dokonanie obrzędu koronacji w Krakowie spowodowało jednak kwestionowanie przez Luksemburga jej legalności. W związku z dzierżeniem tytułu króla Polski przez Jana Luksemburskiego, na arenie międzynarodowej Łokietek był uważany za króla Krakowa, nie zaś całego kraju. Inne możliwe powody wybrania Krakowa to fakt, że miasto to już za czasów Bolesława Krzywoustego nabrało stołecznego charakteru, ponadto w okresie rozbicia dzielnicowego to przede wszystkim z Krakowem łączyły się podejmowane próby zjednoczeniowe. Ponadto szlachta wielkopolska udzielała w przeszłości poparcia Wacławowi II i Henrykowi głogowskiemu, a w Sulejowie nie odnotowano żadnego przedstawiciela z tego regionu.
Rok 1320 był ważny dla polityki Władysława Łokietka również z innych powodów. 14 kwietnia 1320 w Inowrocławiu, a następnie w Brześciu Kujawskim rozpoczął obrady sąd papieski, mający rozsądzić sprawę zaboru Pomorza Gdańskiego przez Krzyżaków. Proces wygrał Łokietek. Po przesłuchaniu dwudziestu pięciu świadków strony polskiej sędziowie w dniu 10 lutego 1321 roku wydali wyrok korzystny dla króla. Zgodnie z tym rozstrzygnięciem Zakon miał zwrócić Polsce Pomorze Gdańskie i zapłacić 30 000 grzywien srebra odszkodowania z tytułu pobierania zeń dochodów, a ponadto został obciążony kosztami procesu. Krzyżacy nie zamierzali się temu wyrokowi podporządkować i złożyli apelację. Papież powierzył rewizję biskupowi Sambii, ale z kolei na skutek protestów polskich w Awinionie sprawa apelacji nie została rozpatrzona. Wyrok nie został jednak wykonany. Stwarzało to Stolicy Apostolskiej możliwość instrumentalnego wykorzystywania w następnych latach konfliktu do swoich celów.

### Sojusz z Węgrami
Państwo Łokietka otaczały trzy wrogie siły: Brandenburgia, państwo zakonu krzyżackiego i luksemburskie Czechy. Dlatego szukając sojuszników podczas wielkiego europejskiego konfliktu Jana XXII z Ludwikiem Wittelsbachem, państwo Władysława Łokietka znalazło się w obozie papieskim. Sojusz Władysława z królem Węgier Karolem Robertem umocniony został w 1320 r. jego małżeństwem z córką Władysława Elżbietą Łokietkówną.

### Interwencja na Śląsku
W 1322 roku Łokietek włączył się konflikty między książętami śląskimi. Podczas zamętu na Śląsku otrzymał od Henryka VI ofertę przejęcia władzy nad Wrocławiem. Z nieznanych przyczyn propozycję tę odrzucił (mógł się obawiać oporu możnowładztwa śląskiego i małopolskiego, bądź zbrojnej interwencji Czech).

### Wyprawa na Ruś i wojna z Brandenburgią
Trzy lata później sojusz węgiersko-polski sprawdził się na Rusi Halickiej. Zostali zamordowani wówczas dwaj ostatni książęta tej ziemi wywodzący się z dynastii Rurykowiczów. Sojusznicy postanowili wspomóc w opanowaniu tamtejszego tronu najbliższego krewnego zabitych książąt Bolesława Jerzego – syna księcia mazowieckiego Trojdena. Wyprawa wówczas podjęta zwiększyła wpływy polskie na Rusi, co za czasów Kazimierza Wielkiego umożliwiło przejęcie tej dzielnicy.
Kolejnym sojusznikiem króla stał się od 1325 książę litewski Giedymin. Przymierze zostało poparte małżeństwem córki władcy Litwy – Aldony (która na chrzcie przyjęła imię Anna) i następcą Władysława, jego synem Kazimierzem.
W 1323 doszło do otwartego konfliktu między cesarzem a papiestwem. Papież Jan XXII wezwał swych stronników, by nie dopuścili do objęcia spadku po Askańczykach przez dom bawarskich Wittelsbachów. W 1326 Władysław Łokietek jako stronnik papieża z pomocą litewskich posiłków (tzw. pogan) zorganizował wyprawę i 10 lutego wkroczył do Brandenburgii. O biorących udział w wyprawie wojskach litewskich poinformował zakon krzyżacki. Mógł, przynajmniej czasowo, liczyć na jego neutralność, ponieważ obowiązywał rozejm, którego termin upływał dopiero pod koniec 1326. Wyprawa zakończyła się sukcesem, szczególnie dla oddziałów litewskich które splądrowały co bogatsze kościoły i opactwa. Odzyskana została kasztelania międzyrzecka. Wyprawa nie przysporzyła Łokietkowi popularności w Europie, uznano bowiem, że król polski razem z tzw. poganami wszczął wojnę ze światem chrześcijańskim. Papiestwo zachowało milczenie i nie poparło króla polskiego, ale też go nie potępiło. Wojna z Brandenburgią zaniepokoiła także książąt śląskich. W tym samym roku Władysław Łokietek odzyskał na księciu niemodlińskim Bolesławie Pierworodnym ziemię wieluńską.

### Nieudana próba opanowania Mazowsza
Kolejną wyprawę zbrojną Łokietek zorganizował w roku następnym (1327). Tym razem celem było podporządkowanie księcia płockiego – Wacława. Wyprawa, pomimo zdobycia i spalenia Płocka, zakończyła się niepowodzeniem, głównie dlatego, że do wojny przyłączył się po stronie Wacława Zakon, a wkrótce potem Jan Luksemburski. Do większych starć z przeciwnikami nie doszło, lecz król czeski, korzystając z aktywności militarnej na Śląsku, przyjął w lutym 1327 hołd lenny od książąt górnośląskich w Opawie.
W związku z wybuchem w 1327 roku wojny polsko-krzyżackiej i związanym z tym zagrożeniem obszarów przygranicznych doszło do wymiany posiadłości pomiędzy królem a jego bratankami. Między 28 maja 1327 a 14 października 1328 Przemysł inowrocławski odstąpił Władysławowi księstwo inowrocławskie wraz z Wyszogrodem i Bydgoszczą w zamian za księstwo sieradzkie. Prawdopodobnie w tym samym czasie, na przełomie 1327 i 1328 także synowie Siemowita dobrzyńskiego – Władysław Garbaty i Bolesław dokonali zamiany księstwa dobrzyńskiego na księstwo łęczyckie.

### Utrata ziemi dobrzyńskiej
W 1329 doszło do wznowienia wojennych podchodów. Jan Luksemburski, korzystając z pomocy Krzyżaków, zajął ziemię dobrzyńską, którą wkrótce oddał swoim sojusznikom. Kolejnym niepowodzeniem było przymuszenie Wacława Płockiego do złożenia w marcu Luksemburgowi hołdu lennego. Tak więc książę płocki, wzbraniający się dotąd z przyjęciem zwierzchnictwa polskiego monarchy, został zdominowany przez obcego. Krzyżacy, korzystając z faktu, że Kujawy nie były przygotowane do wojny, przekroczyli Wisłę i paląc oraz niszcząc, złupili biskupi Włocławek, Raciąż i Przedecz.

### Wojna z Krzyżakami o Kujawy. Bitwa pod Płowcami

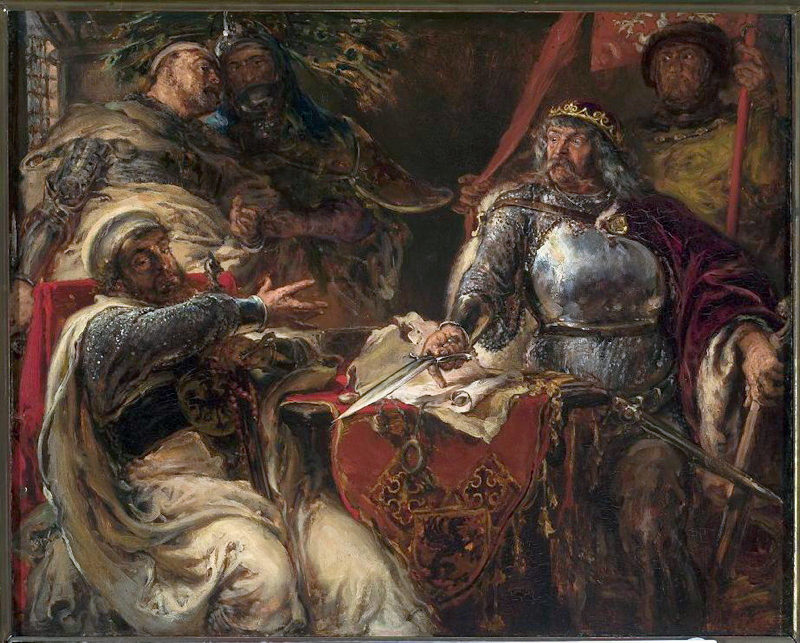
Łokietek zrywa układy z Krzyżakami w Brześciu Kujawskim, obraz Jana Matejki

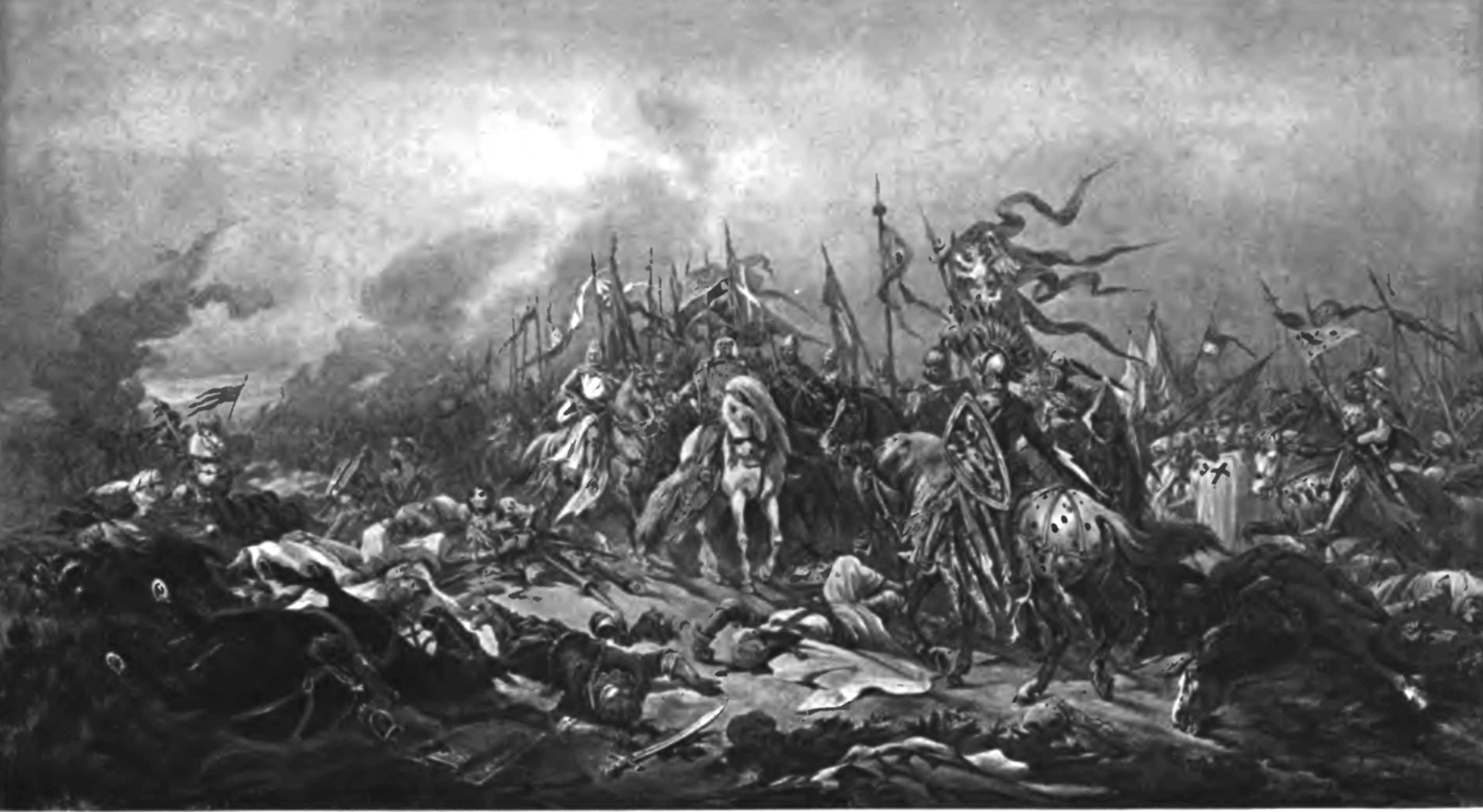
Bitwa pod Płowcami, Juliusz Kossak

W 1330 wznowiono działania wojenne. Krzyżacy z powodzeniem kontynuowali plądrowanie kujawskich i wielkopolskich miast – Radziejowa, Bydgoszczy i Nakła. Tylko dzięki śmiałemu przekroczeniu Wisły przez Władysława i wtargnięciu z pomocą litewską do ziemi chełmińskiej udało się we wrześniu oblec zamek w Kowalewie Pomorskim, a 18 października 1330 pod obleganym zamkiem krzyżackim w Lipienku zawrzeć siedmiomiesięczny rozejm. Niestety, podczas tej wyprawy sojusz z księciem litewskim został zaprzepaszczony na skutek osobistej kłótni Władysława z Giedyminem.
W roku 1331 nastąpiła kolejna wyprawa zbrojna Krzyżaków na ziemie polskie. Tym razem zgodnie z planem działania wojsk Zakonu pod dowództwem Dietricha von Altenburga miały być skoordynowane z wyprawą króla czeskiego Jana Luksemburczyka. Do spotkania obu armii miało dojść pod murami Kalisza. W połowie roku oddziały krzyżackie realizujące to przedsięwzięcie wkroczyły do Kujaw i Wielkopolski na rekonesans, zajmując m.in. Pyzdry (pod tą miejscowością doszło do zwycięskiej potyczki z oddziałami polskimi) i Gniezno. Główna wyprawa została zorganizowana we wrześniu. Armia zakonna dotarłszy pod Kalisz nie zastała jednak wojsk czeskich. Jana Luksemburczyka zatrzymał skutecznie opór księcia świdnickiego Bolka II i nieuregulowana sprawa Głogowa po śmierci księcia Przemka. Nie mogąc zadać Łokietkowi decydującego ciosu, Krzyżacy zdecydowali się na ostateczne opanowanie Kujaw. W nocy z 23 na 24 września doszło do pierwszego większego nierozstrzygniętego starcia pod Koninem. Trzy dni później, rankiem 27 września 1331, oddziały polskie liczące około 5000 ludzi, dowodzone osobiście przez króla Władysława Łokietka i jego syna królewicza Kazimierza napotkały w rejonie Radziejowa tylną straż krzyżacką, korpus Altenburga. Korzystając z zaskoczenia, Polacy rozbili wrogi oddział, biorąc do niewoli rannego dowódcę wyprawy Dietricha von Altenburga (później odbitego przez Krzyżaków). Po południu doszło do kolejnego starcia pod wsią Płowce. W bitwie między Radziejowicami a Płowcami poległo w sumie 73 braci zakonnych. Krzyżacy wycofali się za Wisłę, rezygnując z opanowania Kujaw. Dokonali tego w roku następnym, a na mocy zawartego rozejmu Kujawy i ziemia dobrzyńska pozostały w ich ręku. Wkrótce po zawarciu rozejmu (2 marca 1333 roku) Władysław Łokietek zmarł. Do rokowań z Krzyżakami powróci jego syn Kazimierz Wielki. Bitwa nie została ostatecznie rozstrzygnięta, ale wskutek poniesionych strat, Krzyżacy zniechęcili się na blisko 80 lat do militarnej konfrontacji z Polską. Królewicz Kazimierz został prawdopodobnie odesłany przez ojca z pola bitwy, w obawie o jego życie. Starcie pod Płowcami, choć nierozstrzygnięte, podbudowało morale Polaków, przekonując ich, że rycerzy zakonnych można pokonać.
Wkrótce po tych wydarzeniach zostały wszczęte rokowania pokojowe w Inowrocławiu. Jednakże i tym razem nie udało się z Krzyżakami dojść do porozumienia. W 1332 zorganizowali wielką wyprawę zbrojną pod dowództwem Ottona von Luterberga. Tym razem siły polskie były za szczupłe, by stawić Krzyżakom opór w otwartym polu. 20 kwietnia, po prawie dwutygodniowym oblężeniu, padła stolica Kujaw – Brześć. Wkrótce w rękach Krzyżaków znalazły się też pozostałe główne grody prowincji – Inowrocław i zniszczone na rozkaz księcia tej ziemi Kazimierza Gniewkowo.
Strata należących do ojca Kujaw była z pewnością dla Władysława bardzo dotkliwa, choć jeszcze w tym samym roku, korzystając ze śmierci Przemka głogowskiego, zajął – będącą dotąd w posiadaniu Głogowczyków – część Wielkopolski za Obrą, ze Zbąszyniem.

### Śmierć
Władysław Łokietek zmarł 2 marca 1333 roku na Wawelu. Został pochowany w tamtejszej Katedrze (być może 12 marca tegoż roku).

## Rodzina
Z małżeństwa z Jadwigą kaliską pochodziło zapewne sześcioro znanych dzieci:
- Kunegunda (ur. raczej nie później niż ok. 1295, zm. 9 kwietnia 1331 lub 1333) – żona Bernarda (przed 1291–1326), księcia świdnickiego (1307–1326), a następnie Rudolfa (ok. 1284–1356), księcia saskiego na Wittenberdze (1298–1356) i elektora saskiego (1356)
- Stefan (ur. między 1296 a 1300, zm. 1306) – prawdopodobnie imię genealogiczne nawiązujące albo do Stefana V, wuja Jadwigi lub po prostu do świętego Stefana, tym niemniej należy doszukiwać się w tym wpływów węgierskich[56]. Pochowany został w kościele franciszkanów krakowskich.
- Władysław (ur. między 1296 a 1311, zm. 1312) – imię odziedziczył po ojcu, pochowany został, podobnie jak Stefan, w kościele franciszkanów w Krakowie
- Elżbieta (ur. 1305, zm. 1380) – żona Karola I Roberta (1288–1342), króla węgierskiego (1308–1342)
- Kazimierz III Wielki (ur. 1310, zm. 1370), król Polski (1333–1370),
- Jadwiga (ur. między 1306 a 1309, zm. 3 czerwca między 1320 a 1325, ewentualnie ur. między 1311 a 1319, zm. 3 czerwca między 1320 a 1335)[57] – imię otrzymała po matce. Być może w 1331 starał się o jej rękę Otto Wesoły (1301–1339), książę austriacki (1330–1339)[58].

## Podsumowanie rządów
Treść tej sekcji może nie być zgodna z zasadami neutralnego punktu widzenia.
Dokładniejsze informacje o tym, co należy poprawić, być może znajdują się w dyskusji tej sekcji.
 Po wyeliminowaniu niedoskonałości należy usunąć szablon {{Dopracować}} z tej sekcji.

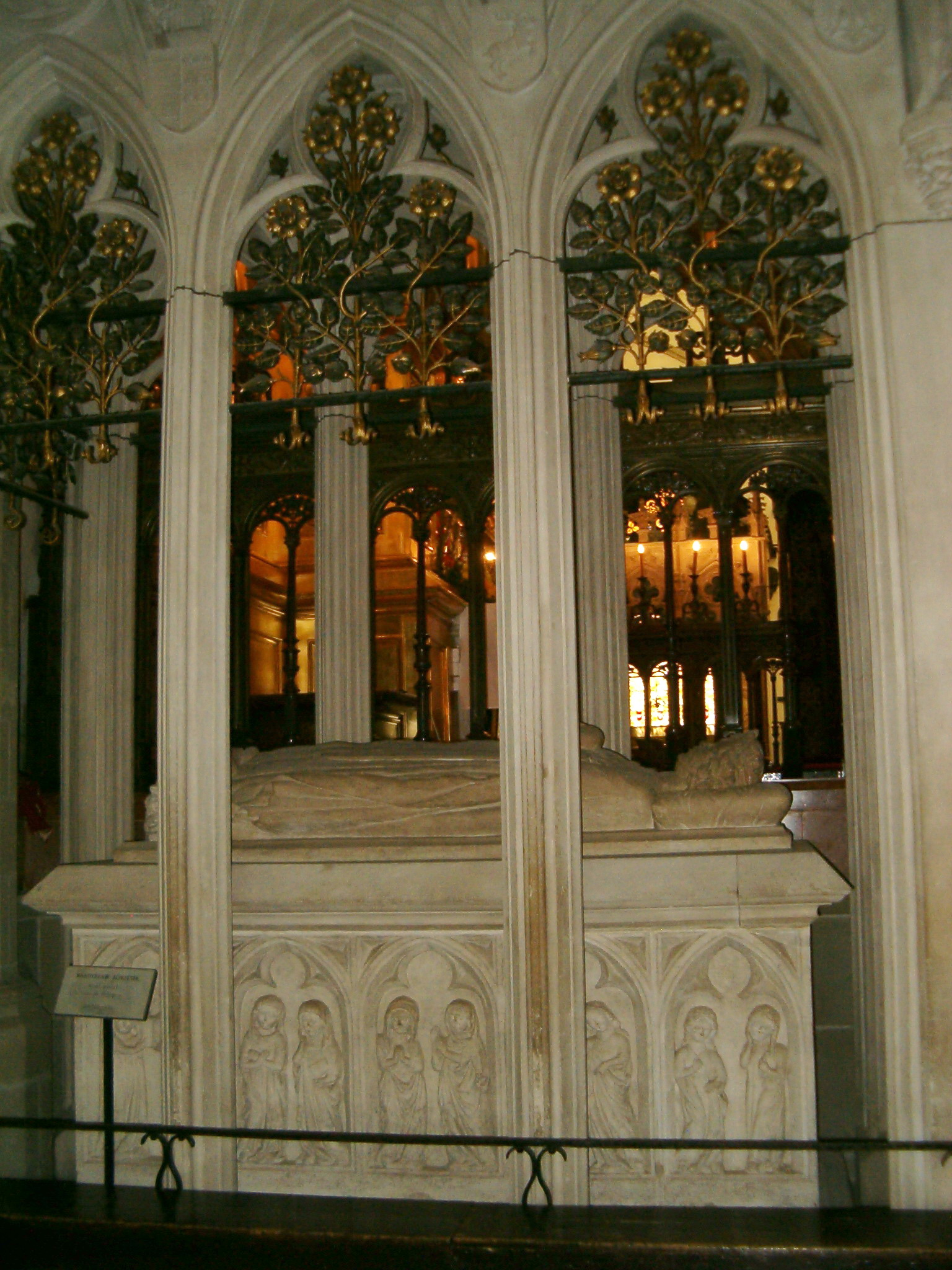
Sarkofag Władysława Łokietka w katedrze na Wawelu

Władysław Łokietek wytrwale dążył do zjednoczenia Polski. Niespodziewane zgony kolejnych książąt polskich: Leszka Czarnego, Henryka IV Probusa, Kazimierza II Łęczyckiego, Przemysła II wielkopolskiego, Wacława II i Wacława III, wreszcie Henryka III Głogowczyka, miały wpływ na karierę polityczną Władysława, którą zaczynał jako książę niewielkiego Brześcia na Kujawach. Za panowania Władysława Łokietka poza kontrolą Piastów znalazło się Pomorze Gdańskie, a zbyt mało elastyczna polityka zraziła książąt śląskich. Gdyby jednak nie konsekwentne działania Władysława Łokietka, Polska mogłaby stać się częścią monarchii Luksemburgów, albo uległaby trwałemu podziałowi. To za jego niespokojnego panowania Polska po raz pierwszy poważnie starła się z Krzyżakami i nawiązała zaskakujący, na owe czasy, sojusz z Litwą. Dzięki koronacji na Wawelu król stworzył precedens i utrwalił pozycję Polski jako królestwa. Wreszcie właśnie wtedy rozpoczęła się akcja wewnętrznej unifikacji państwa; zaczęto organizować ogólnopolską kancelarię i administrację oraz skarbowość. Akcję tę z powodzeniem kontynuował jego syn i następca – Kazimierz III Wielki. Gdyby nie zasługi ojca, król ten nie byłby w stanie, już u progu panowania, zapłacić królowi czeskiemu i tytularnemu królowi polskiemu Janowi Luksemburskiemu 20 tys. kop groszy praskich (1 200 000 groszy) za rezygnację z roszczeń do korony polskiej, rozmawiać z największymi europejskimi władcami, ani rozwinąć gospodarczo zunifikowanego państwa.